# Tratado de Aberconwy

Gwynedd después del Tratado de Aberconwy 1277

El Tratado de Aberconwy fue firmado el 10 de noviembre de 1277, entre Eduardo I de Inglaterra y Llewelyn ap Gruffydd, Príncipe de Gales, tras la invasión de Eduardo de los territorios de Llewelyn a principios de ese año. El tratado garantizó la paz entre los dos, pero también estableció que el autogobierno de Gales terminaría con la muerte de Llewelyn y representó la finalización de la primera etapa de la conquista de Gales por parte de Eduardo I. 

## Contexto
Llewelyn, queriendo cimentar con más fuerza sus vínculos con la realeza, intentó contraer matrimonios con Leonor de Montfort, hija de Simón de Montfort y prima del rey Eduardo.  El matrimonio se celebró por poderes en 1275, pero cuando Leonor zarpó de Francia para encontrarse con Llewelyn, Eduardo, usando piratas, capturó el barco en el que viajaba Leonor y la encarceló en el Castillo de Windsor.
Eduardo, que acababa de subir  al trono de Inglaterra, veía a Llewelyn como una amenaza y le disgustaba la idea de que este se casara con la hija de Montfort, que había sido el principal líder de la rebelión baronal durante el reinado de su padre Enrique III. Eduardo también había convocado a Llewelyn para que compareciera ante él en varias ocasiones, a lo que Llewelyn se negó alegando que no estaba seguro en la corte de Eduardo.
En 1276, Eduardo declaró rebelde a Llewelyn y reunió un enorme ejército para marchar contra él. En el verano de 1277, las fuerzas de Eduardo habían llegado al corazón de Gwynedd. Los hombres de Eduardo confiscaron la cosecha en Anglesey, lo que privó a Llewelyn y sus hombres de alimentos y acabó ocasionando a su rendición.

## Tratado
El resultado fue el tratado de Aberconwy, que garantizaba la paz en Gwynedd a cambio de duras concesiones difíciles para Llewelyn, incluida la de limitar su autoridad a tierras al oeste del río Conwy, mientras que las tierras al este fueron concedidas a su hermano Dafydd ap Gruffydd, con quien se había disputado el control de Gales con anterioridad. Llewelyn no fue despojado de su reciente título de Príncipe de Gales – pero la mayoría de los príncipes galeses que le habían tenido que jurarle fidelidad ya no lo reconocerían como su señor. Una vez firmado, Eduardo comenzó a construir varias fortalezas a lo largo del acceso a Gwynedd, en Aberystwyth, Builth, Flint y Rhuddlan . El tratado fue acordado el 9 de noviembre de 1277 y ratificado por Eduardo el 10 de noviembre de 1277.

## Consecuencias
En los años posteriores al tratado, Llewelyn intentó consolidar su poder. Rindió homenaje y tributo a Eduardo, quien accedió a permitir que el matrimonio de Llewelyn siguiera adelante. En 1278, Llewelyn y Leonor de Montfort se casaron en la catedral de Worcester, con Eduardo entre los asistentes. 